# Setmana Ciclista Valenciana 2022
La 6e édition de la Setmana Ciclista Valenciana a lieu du 17 au 20 février 2022. La course fait partie du calendrier UCI féminin en catégorie 2.1.
Elisa Balsamo remporte la première étape au sprint. Le lendemain, Ellen van Dijk et Soraya Paladin s'échappent. La première remporte l'étape, la seconde prend la tête du classement général. Dans l'étape reine, Annemiek van Vleuten se montre la plus forte et devient la nouvelle leader. Marta Bastianelli est la plus rapide sur l'ultime étape. Au classement général, Annemiek van Vleuten devance Cecilie Uttrup Ludwig et Marta Cavalli. Karlijn Swinkels remporte le classement par points, Erica Magnaldi celui de la meilleure grimpeuse, Silvia Zanardi est la meilleure jeune et FDJ-Nouvelle Aquitaine-Futuroscope la meilleure équipe.

## Équipes
| UCI Women's WorldTeams (13)- Team BikeExchange-Jayco - Canyon-SRAM Racing - EF Education-TIBCO-SVB - FDJ Nouvelle Aquitaine Futuroscope - Human Powered Health - Team Jumbo-Visma - Liv Racing Xstra - Movistar Team - Roland Cogeas-Edelweiss Squad - Trek-Segafredo - Team DSM - UAE Team ADQ - Uno-X Pro Cycling Team Équipes féminines continentales (12)- Bepink - Bingoal-Chevalmeire-Van Eyck Sport - Bizkaia-Durango - Ceratizit-WNT Pro Cycling - Cams-Basso - Cofidis - Eneicat-RBH - Farto-BTC - Laboral Kutxa-Fundacion Euskadi - Massi Tactic - Sopela - Valcar-Travel & Service |
| |

## Parcours
La première étape présente une succession de courtes côtes. La seconde compte un col en début d'étape, mais est relativement plate par la suite. La troisième étape compte deux cols de premières catégories avant une arrivée au sommet. L'ultime étape compte un col de seconde catégorie, l'Alto de l'Oronet, à une trentaine de kilomètres de l'arrivée avant une longue descente vers Valence.

## Étapes
| Étape     | Date    | Villes étapes                        | type              | Distance (km) | Vainqueur d'étape    | Leader du classement général |
| --------- | ------- | ------------------------------------ | ----------------- | ------------- | -------------------- | ---------------------------- |
| 1re étape | 17 fév. | Tavernes de la Valldigna – Gandia    | étape vallonnée   | 114           | Elisa Balsamo        | Elisa Balsamo                |
| 2e étape  | 18 fév. | Altée – Cocentaina                   | étape vallonnée   | 117           | Ellen van Dijk       | Soraya Paladin               |
| 3e étape  | 19 fév. | Villarreal – Vistabella del Maestrat | étape de montagne | 135           | Annemiek van Vleuten | Annemiek van Vleuten         |
| 4e étape  | 20 fév. | Sagonte – Valence                    | étape vallonnée   | 118           | Marta Bastianelli    | Annemiek van Vleuten         |

## Favorites
La vainqueur sortante Annemiek van Vleuten fait figure de favorite. Il faut compter également sur Cecilie Uttrup Ludwig, Mavi Garcia, Grace Brown ou Katarzyna Niewiadoma.

## Déroulement de la course

### 1reétape
Agnieta Francke et Antri Christoforou sont les premières échappées. Dans la première difficulté, l'Alto Serra Grossa, elles sont reprises et Erica Magnaldi passe en tête. Elle obtient une avance de deux minutes. Dans l'ultime montée, l'Alto Barx, Annemiek van Vleuten, Marta Cavalli et Mavi Garcia passent en tête. Dans le final, un peloton reduit revient sur les fuyardes. L'étape se conclut au sprint et Elisa Balsamo lève les bras.
| \| Classement de l'étape \| Classement de l'étape \| Classement de l'étape \| Classement de l'étape \| Classement de l'étape \| \| Coureuse \| Coureuse \| Pays \| Équipe \| Temps \| \| --------------------- \| --------------------- \| --------------------- \| ---------------------------------- \| --------------------- \| \| 1re \| Elisa Balsamo \| Italie \| Trek-Segafredo \| 3 h 00 min 30 s \| \| 2e \| Ruby Roseman-Gannon \| Australie \| Team BikeExchange-Jayco \| + 0 s \| \| 3e \| Anouska Koster \| Pays-Bas \| Team Jumbo-Visma \| + 0 s \| \| 4e \| Alexandra Manly \| Australie \| Team BikeExchange-Jayco \| + 0 s \| \| 5e \| Elisa Longo Borghini \| Italie \| Trek-Segafredo \| + 0 s \| \| 6e \| Soraya Paladin \| Italie \| Canyon-SRAM Racing \| + 0 s \| \| 7e \| Karlijn Swinkels \| Pays-Bas \| Team Jumbo-Visma \| + 0 s \| \| 8e \| Silvia Zanardi \| Italie \| Bepink \| + 0 s \| \| 9e \| Grace Brown \| Australie \| FDJ-Nouvelle Aquitaine-Futuroscope \| + 0 s \| \| 10e \| Cecilie Uttrup Ludwig \| Danemark \| FDJ-Nouvelle Aquitaine-Futuroscope \| + 0 s \| |                       |           |                                    |                 |
| |                       |           |                                    |                 |
| |                       |           |                                    |                 |
| Classement de l'étape |                       |           |                                    |                 |
| Coureuse | Coureuse              | Pays      | Équipe                             | Temps           |
| 1re | Elisa Balsamo         | Italie    | Trek-Segafredo                     | 3 h 00 min 30 s |
| 2e | Ruby Roseman-Gannon   | Australie | Team BikeExchange-Jayco            | + 0 s           |
| 3e | Anouska Koster        | Pays-Bas  | Team Jumbo-Visma                   | + 0 s           |
| 4e | Alexandra Manly       | Australie | Team BikeExchange-Jayco            | + 0 s           |
| 5e | Elisa Longo Borghini  | Italie    | Trek-Segafredo                     | + 0 s           |
| 6e | Soraya Paladin        | Italie    | Canyon-SRAM Racing                 | + 0 s           |
| 7e | Karlijn Swinkels      | Pays-Bas  | Team Jumbo-Visma                   | + 0 s           |
| 8e | Silvia Zanardi        | Italie    | Bepink                             | + 0 s           |
| 9e | Grace Brown           | Australie | FDJ-Nouvelle Aquitaine-Futuroscope | + 0 s           |
| 10e | Cecilie Uttrup Ludwig | Danemark  | FDJ-Nouvelle Aquitaine-Futuroscope | + 0 s           |

| \| Classement général \| Classement général \| Classement général \| Classement général \| Classement général \| \| Coureuse \| Coureuse \| Pays \| Équipe \| Temps \| \| ------------------ \| --------------------- \| ------------------ \| ---------------------------------- \| ------------------ \| \| 1re \| Elisa Balsamo \| Italie \| Trek-Segafredo \| 3 h 00 min 20 s \| \| 2e \| Ruby Roseman-Gannon \| Australie \| Team BikeExchange-Jayco \| + 4 s \| \| 3e \| Anouska Koster \| Pays-Bas \| Team Jumbo-Visma \| + 6 s \| \| 4e \| Alexandra Manly \| Australie \| Team BikeExchange-Jayco \| + 10 s \| \| 5e \| Elisa Longo Borghini \| Italie \| Trek-Segafredo \| + 10 s \| \| 6e \| Soraya Paladin \| Italie \| Canyon-SRAM Racing \| + 10 s \| \| 7e \| Karlijn Swinkels \| Pays-Bas \| Team Jumbo-Visma \| + 10 s \| \| 8e \| Silvia Zanardi \| Italie \| Bepink \| + 10 s \| \| 9e \| Grace Brown \| Australie \| FDJ-Nouvelle Aquitaine-Futuroscope \| + 10 s \| \| 10e \| Cecilie Uttrup Ludwig \| Danemark \| FDJ-Nouvelle Aquitaine-Futuroscope \| + 10 s \| |                       |           |                                    |                 |
| |                       |           |                                    |                 |
| |                       |           |                                    |                 |
| Classement général |                       |           |                                    |                 |
| Coureuse | Coureuse              | Pays      | Équipe                             | Temps           |
| 1re | Elisa Balsamo         | Italie    | Trek-Segafredo                     | 3 h 00 min 20 s |
| 2e | Ruby Roseman-Gannon   | Australie | Team BikeExchange-Jayco            | + 4 s           |
| 3e | Anouska Koster        | Pays-Bas  | Team Jumbo-Visma                   | + 6 s           |
| 4e | Alexandra Manly       | Australie | Team BikeExchange-Jayco            | + 10 s          |
| 5e | Elisa Longo Borghini  | Italie    | Trek-Segafredo                     | + 10 s          |
| 6e | Soraya Paladin        | Italie    | Canyon-SRAM Racing                 | + 10 s          |
| 7e | Karlijn Swinkels      | Pays-Bas  | Team Jumbo-Visma                   | + 10 s          |
| 8e | Silvia Zanardi        | Italie    | Bepink                             | + 10 s          |
| 9e | Grace Brown           | Australie | FDJ-Nouvelle Aquitaine-Futuroscope | + 10 s          |
| 10e | Cecilie Uttrup Ludwig | Danemark  | FDJ-Nouvelle Aquitaine-Futuroscope | + 10 s          |

### 2eétape
Après le passage au sommet de l'Alto Confrides, Elise Chabbey, Grace Brown et Elisa Longo Borghini sortent. Elles sont rapidement reprises. Un contre avec Shirin van Anrooij, Juliette Labous, Katarzyna Niewiadoma et Marie Le Net part alors. Leur avance atteint quarante-sept secondes. Un regroupement général a lieu sur le circuit final. Chabbey et Longo Borghini attaquent de nouveau, mais sans plus de succès. Ellen van Dijk et Soraya Paladin contrent à dix kilomètres de l'arrivée et ne sont plus reprises. Van Dijk se montre la plus rapide des deux. Paladin prend la tête du classement général.
| \| Classement de l'étape \| Classement de l'étape \| Classement de l'étape \| Classement de l'étape \| Classement de l'étape \| \| Coureuse \| Coureuse \| Pays \| Équipe \| Temps \| \| --------------------- \| --------------------- \| --------------------- \| ---------------------------------- \| --------------------- \| \| 1re \| Ellen van Dijk \| Pays-Bas \| Trek-Segafredo \| 3 h 20 min 47 s \| \| 2e \| Soraya Paladin \| Italie \| Canyon-SRAM Racing \| + 0 s \| \| 3e \| Marta Bastianelli \| Italie \| UAE Team ADQ \| + 3 s \| \| 4e \| Annemiek van Vleuten \| Pays-Bas \| Movistar Team \| + 3 s \| \| 5e \| Silvia Zanardi \| Italie \| Bepink \| + 3 s \| \| 6e \| Mavi García \| Espagne \| UAE Team ADQ \| + 3 s \| \| 7e \| Nadia Quagliotto \| Italie \| Bepink \| + 3 s \| \| 8e \| Marta Cavalli \| Italie \| FDJ-Nouvelle Aquitaine-Futuroscope \| + 3 s \| \| 9e \| Cecilie Uttrup Ludwig \| Danemark \| FDJ-Nouvelle Aquitaine-Futuroscope \| + 3 s \| \| 10e \| Elisa Longo Borghini \| Italie \| Trek-Segafredo \| + 3 s \| |                       |          |                                    |                 |
| |                       |          |                                    |                 |
| |                       |          |                                    |                 |
| Classement de l'étape |                       |          |                                    |                 |
| Coureuse | Coureuse              | Pays     | Équipe                             | Temps           |
| 1re | Ellen van Dijk        | Pays-Bas | Trek-Segafredo                     | 3 h 20 min 47 s |
| 2e | Soraya Paladin        | Italie   | Canyon-SRAM Racing                 | + 0 s           |
| 3e | Marta Bastianelli     | Italie   | UAE Team ADQ                       | + 3 s           |
| 4e | Annemiek van Vleuten  | Pays-Bas | Movistar Team                      | + 3 s           |
| 5e | Silvia Zanardi        | Italie   | Bepink                             | + 3 s           |
| 6e | Mavi García           | Espagne  | UAE Team ADQ                       | + 3 s           |
| 7e | Nadia Quagliotto      | Italie   | Bepink                             | + 3 s           |
| 8e | Marta Cavalli         | Italie   | FDJ-Nouvelle Aquitaine-Futuroscope | + 3 s           |
| 9e | Cecilie Uttrup Ludwig | Danemark | FDJ-Nouvelle Aquitaine-Futuroscope | + 3 s           |
| 10e | Elisa Longo Borghini  | Italie   | Trek-Segafredo                     | + 3 s           |

| \| Classement général \| Classement général \| Classement général \| Classement général \| Classement général \| \| Coureuse \| Coureuse \| Pays \| Équipe \| Temps \| \| ------------------ \| --------------------- \| ------------------ \| ---------------------------------- \| ------------------ \| \| 1re \| Soraya Paladin \| Italie \| Canyon-SRAM Racing \| 6 h 21 min 11 s \| \| 2e \| Ellen van Dijk \| Pays-Bas \| Trek-Segafredo \| + 2 s \| \| 3e \| Katarzyna Niewiadoma \| Pologne \| Canyon-SRAM Racing \| + 6 s \| \| 4e \| Silvia Zanardi \| Italie \| Bepink \| + 9 s \| \| 5e \| Elisa Longo Borghini \| Italie \| Trek-Segafredo \| + 9 s \| \| 6e \| Cecilie Uttrup Ludwig \| Danemark \| FDJ-Nouvelle Aquitaine-Futuroscope \| + 9 s \| \| 7e \| Grace Brown \| Australie \| FDJ-Nouvelle Aquitaine-Futuroscope \| + 9 s \| \| 8e \| Alexandra Manly \| Australie \| Team BikeExchange-Jayco \| + 9 s \| \| 9e \| Elise Chabbey \| Suisse \| Canyon-SRAM Racing \| + 9 s \| \| 10e \| Juliette Labous \| France \| Team DSM \| + 14 s \| |                       |           |                                    |                 |
| |                       |           |                                    |                 |
| |                       |           |                                    |                 |
| Classement général |                       |           |                                    |                 |
| Coureuse | Coureuse              | Pays      | Équipe                             | Temps           |
| 1re | Soraya Paladin        | Italie    | Canyon-SRAM Racing                 | 6 h 21 min 11 s |
| 2e | Ellen van Dijk        | Pays-Bas  | Trek-Segafredo                     | + 2 s           |
| 3e | Katarzyna Niewiadoma  | Pologne   | Canyon-SRAM Racing                 | + 6 s           |
| 4e | Silvia Zanardi        | Italie    | Bepink                             | + 9 s           |
| 5e | Elisa Longo Borghini  | Italie    | Trek-Segafredo                     | + 9 s           |
| 6e | Cecilie Uttrup Ludwig | Danemark  | FDJ-Nouvelle Aquitaine-Futuroscope | + 9 s           |
| 7e | Grace Brown           | Australie | FDJ-Nouvelle Aquitaine-Futuroscope | + 9 s           |
| 8e | Alexandra Manly       | Australie | Team BikeExchange-Jayco            | + 9 s           |
| 9e | Elise Chabbey         | Suisse    | Canyon-SRAM Racing                 | + 9 s           |
| 10e | Juliette Labous       | France    | Team DSM                           | + 14 s          |

### 3eétape
À mi-étape, un groupe de vingt coureuses sort, mais est rapidement repris. Erica Magnaldi, Katarzyna Niewiadoma et Elise Chabbey tentent également, mais Elisa Longo Borghini les reprend. Anouska Koster attaque, mais le peloton est vigilant. L'offensive suivant vient de Silke Smulders, Marie Le Net, Alexandra Manly et Matilde Vitillo. Au pied de la dernière difficulté, le peloton est groupé. La Movistar mène le rythme dans les premiers kilomètres. Van Vleuten s'isole ensuite avec Mavi Garcia, Cecilie Uttrup Ludwig et Marta Cavalli. À un kilomètre et demi du sommet, Van Vleuten accélère et distance ses adversaires. Elle devient la nouvelle leader du classement général.
| \| Classement de l'étape \| Classement de l'étape \| Classement de l'étape \| Classement de l'étape \| Classement de l'étape \| \| Coureuse \| Coureuse \| Pays \| Équipe \| Temps \| \| --------------------- \| --------------------- \| --------------------- \| ---------------------------------- \| --------------------- \| \| 1re \| Annemiek van Vleuten \| Pays-Bas \| Movistar Team \| 4 h 07 min 46 s \| \| 2e \| Cecilie Uttrup Ludwig \| Danemark \| FDJ-Nouvelle Aquitaine-Futuroscope \| + 1 min 07 s \| \| 3e \| Marta Cavalli \| Italie \| FDJ-Nouvelle Aquitaine-Futuroscope \| + 1 min 51 s \| \| 4e \| Grace Brown \| Australie \| FDJ-Nouvelle Aquitaine-Futuroscope \| + 2 min 27 s \| \| 5e \| Mavi García \| Espagne \| UAE Team ADQ \| + 2 min 28 s \| \| 6e \| Ellen van Dijk \| Pays-Bas \| Trek-Segafredo \| + 2 min 37 s \| \| 7e \| Ane Santesteban \| Espagne \| Team BikeExchange-Jayco \| + 2 min 37 s \| \| 8e \| Juliette Labous \| France \| Team DSM \| + 2 min 37 s \| \| 9e \| Elise Chabbey \| Suisse \| Canyon-SRAM Racing \| + 2 min 37 s \| \| 10e \| Katarzyna Niewiadoma \| Pologne \| Canyon-SRAM Racing \| + 2 min 39 s \| |                       |           |                                    |                 |
| |                       |           |                                    |                 |
| |                       |           |                                    |                 |
| Classement de l'étape |                       |           |                                    |                 |
| Coureuse | Coureuse              | Pays      | Équipe                             | Temps           |
| 1re | Annemiek van Vleuten  | Pays-Bas  | Movistar Team                      | 4 h 07 min 46 s |
| 2e | Cecilie Uttrup Ludwig | Danemark  | FDJ-Nouvelle Aquitaine-Futuroscope | + 1 min 07 s    |
| 3e | Marta Cavalli         | Italie    | FDJ-Nouvelle Aquitaine-Futuroscope | + 1 min 51 s    |
| 4e | Grace Brown           | Australie | FDJ-Nouvelle Aquitaine-Futuroscope | + 2 min 27 s    |
| 5e | Mavi García           | Espagne   | UAE Team ADQ                       | + 2 min 28 s    |
| 6e | Ellen van Dijk        | Pays-Bas  | Trek-Segafredo                     | + 2 min 37 s    |
| 7e | Ane Santesteban       | Espagne   | Team BikeExchange-Jayco            | + 2 min 37 s    |
| 8e | Juliette Labous       | France    | Team DSM                           | + 2 min 37 s    |
| 9e | Elise Chabbey         | Suisse    | Canyon-SRAM Racing                 | + 2 min 37 s    |
| 10e | Katarzyna Niewiadoma  | Pologne   | Canyon-SRAM Racing                 | + 2 min 39 s    |

| \| Classement général \| Classement général \| Classement général \| Classement général \| Classement général \| \| Coureuse \| Coureuse \| Pays \| Équipe \| Temps \| \| ------------------ \| --------------------- \| ------------------ \| ---------------------------------- \| ------------------ \| \| 1re \| Annemiek van Vleuten \| Pays-Bas \| Movistar Team \| 10 h 29 min 02 s \| \| 2e \| Cecilie Uttrup Ludwig \| Danemark \| FDJ-Nouvelle Aquitaine-Futuroscope \| + 1 min 05 s \| \| 3e \| Marta Cavalli \| Italie \| FDJ-Nouvelle Aquitaine-Futuroscope \| + 1 min 57 s \| \| 4e \| Grace Brown \| Australie \| FDJ-Nouvelle Aquitaine-Futuroscope \| + 2 min 31 s \| \| 5e \| Ellen van Dijk \| Pays-Bas \| Trek-Segafredo \| + 2 min 34 s \| \| 6e \| Mavi García \| Espagne \| UAE Team ADQ \| + 2 min 38 s \| \| 7e \| Katarzyna Niewiadoma \| Pologne \| Canyon-SRAM Racing \| + 2 min 40 s \| \| 8e \| Elise Chabbey \| Suisse \| Canyon-SRAM Racing \| + 2 min 41 s \| \| 9e \| Silvia Zanardi \| Italie \| Bepink \| + 2 min 43 s \| \| 10e \| Juliette Labous \| France \| Team DSM \| + 2 min 46 s \| |                       |           |                                    |                  |
| |                       |           |                                    |                  |
| |                       |           |                                    |                  |
| Classement général |                       |           |                                    |                  |
| Coureuse | Coureuse              | Pays      | Équipe                             | Temps            |
| 1re | Annemiek van Vleuten  | Pays-Bas  | Movistar Team                      | 10 h 29 min 02 s |
| 2e | Cecilie Uttrup Ludwig | Danemark  | FDJ-Nouvelle Aquitaine-Futuroscope | + 1 min 05 s     |
| 3e | Marta Cavalli         | Italie    | FDJ-Nouvelle Aquitaine-Futuroscope | + 1 min 57 s     |
| 4e | Grace Brown           | Australie | FDJ-Nouvelle Aquitaine-Futuroscope | + 2 min 31 s     |
| 5e | Ellen van Dijk        | Pays-Bas  | Trek-Segafredo                     | + 2 min 34 s     |
| 6e | Mavi García           | Espagne   | UAE Team ADQ                       | + 2 min 38 s     |
| 7e | Katarzyna Niewiadoma  | Pologne   | Canyon-SRAM Racing                 | + 2 min 40 s     |
| 8e | Elise Chabbey         | Suisse    | Canyon-SRAM Racing                 | + 2 min 41 s     |
| 9e | Silvia Zanardi        | Italie    | Bepink                             | + 2 min 43 s     |
| 10e | Juliette Labous       | France    | Team DSM                           | + 2 min 46 s     |

### 4eétape
Le premier groupe d'échappée est composé de : Teuntje Beekhuis, Emma Langley et Mieke Kröger. Il est repris au kilomètre vingt-neuf. Après le sprint intermédiaire, Lija Laizane, Danielle Shrosbree et Grace Brown sortent à leur tour. Dans l'Alto de l'Oronet, Brown distance ses compagnions de fugue. La longue descente perd au peloton de la reprendre. Au sprint, Marta Bastianelli devance Elisa Balsamo.
| \| Classement de l'étape \| Classement de l'étape \| Classement de l'étape \| Classement de l'étape \| Classement de l'étape \| \| Coureuse \| Coureuse \| Pays \| Équipe \| Temps \| \| --------------------- \| --------------------- \| --------------------- \| ----------------------- \| --------------------- \| \| 1re \| Marta Bastianelli \| Italie \| UAE Team ADQ \| 2 h 56 min 23 s \| \| 2e \| Elisa Balsamo \| Italie \| Trek-Segafredo \| + 0 s \| \| 3e \| Susanne Andersen \| Norvège \| Uno-X Pro Cycling Team \| + 0 s \| \| 4e \| Georgia Baker \| Australie \| Team BikeExchange-Jayco \| + 0 s \| \| 5e \| Sarah Roy \| Australie \| Canyon-SRAM Racing \| + 0 s \| \| 6e \| Silvia Zanardi \| Italie \| Bepink \| + 0 s \| \| 7e \| Karlijn Swinkels \| Pays-Bas \| Team Jumbo-Visma \| + 0 s \| \| 8e \| Valentine Fortin \| France \| Cofidis \| + 0 s \| \| 9e \| Lorena Wiebes \| Pays-Bas \| Team DSM \| + 0 s \| \| 10e \| Martina Alzini \| Italie \| Cofidis \| + 0 s \| |                   |           |                         |                 |
| |                   |           |                         |                 |
| |                   |           |                         |                 |
| Classement de l'étape |                   |           |                         |                 |
| Coureuse | Coureuse          | Pays      | Équipe                  | Temps           |
| 1re | Marta Bastianelli | Italie    | UAE Team ADQ            | 2 h 56 min 23 s |
| 2e | Elisa Balsamo     | Italie    | Trek-Segafredo          | + 0 s           |
| 3e | Susanne Andersen  | Norvège   | Uno-X Pro Cycling Team  | + 0 s           |
| 4e | Georgia Baker     | Australie | Team BikeExchange-Jayco | + 0 s           |
| 5e | Sarah Roy         | Australie | Canyon-SRAM Racing      | + 0 s           |
| 6e | Silvia Zanardi    | Italie    | Bepink                  | + 0 s           |
| 7e | Karlijn Swinkels  | Pays-Bas  | Team Jumbo-Visma        | + 0 s           |
| 8e | Valentine Fortin  | France    | Cofidis                 | + 0 s           |
| 9e | Lorena Wiebes     | Pays-Bas  | Team DSM                | + 0 s           |
| 10e | Martina Alzini    | Italie    | Cofidis                 | + 0 s           |

## Classements finals

### Classement général final
| \| Classement général \| Classement général \| Classement général \| Classement général \| Classement général \| \| Coureuse \| Coureuse \| Pays \| Équipe \| Temps \| \| ------------------ \| --------------------- \| ------------------ \| ---------------------------------- \| ------------------ \| \| 1re \| Annemiek van Vleuten \| Pays-Bas \| Movistar Team \| 13 h 25 min 30 s \| \| 2e \| Cecilie Uttrup Ludwig \| Danemark \| FDJ-Nouvelle Aquitaine-Futuroscope \| + 1 min 00 s \| \| 3e \| Marta Cavalli \| Italie \| FDJ-Nouvelle Aquitaine-Futuroscope \| + 1 min 57 s \| \| 4e \| Ellen van Dijk \| Pays-Bas \| Trek-Segafredo \| + 2 min 29 s \| \| 5e \| Grace Brown \| Australie \| FDJ-Nouvelle Aquitaine-Futuroscope \| + 2 min 29 s \| \| 6e \| Katarzyna Niewiadoma \| Pologne \| Canyon-SRAM Racing \| + 2 min 35 s \| \| 7e \| Elise Chabbey \| Suisse \| Canyon-SRAM Racing \| + 2 min 36 s \| \| 8e \| Silvia Zanardi \| Italie \| Bepink \| + 2 min 38 s \| \| 9e \| Mavi García \| Espagne \| UAE Team ADQ \| + 2 min 38 s \| \| 10e \| Juliette Labous \| France \| Team DSM \| + 2 min 46 s \| |                       |           |                                    |                  |
| |                       |           |                                    |                  |
| |                       |           |                                    |                  |
| Classement général |                       |           |                                    |                  |
| Coureuse | Coureuse              | Pays      | Équipe                             | Temps            |
| 1re | Annemiek van Vleuten  | Pays-Bas  | Movistar Team                      | 13 h 25 min 30 s |
| 2e | Cecilie Uttrup Ludwig | Danemark  | FDJ-Nouvelle Aquitaine-Futuroscope | + 1 min 00 s     |
| 3e | Marta Cavalli         | Italie    | FDJ-Nouvelle Aquitaine-Futuroscope | + 1 min 57 s     |
| 4e | Ellen van Dijk        | Pays-Bas  | Trek-Segafredo                     | + 2 min 29 s     |
| 5e | Grace Brown           | Australie | FDJ-Nouvelle Aquitaine-Futuroscope | + 2 min 29 s     |
| 6e | Katarzyna Niewiadoma  | Pologne   | Canyon-SRAM Racing                 | + 2 min 35 s     |
| 7e | Elise Chabbey         | Suisse    | Canyon-SRAM Racing                 | + 2 min 36 s     |
| 8e | Silvia Zanardi        | Italie    | Bepink                             | + 2 min 38 s     |
| 9e | Mavi García           | Espagne   | UAE Team ADQ                       | + 2 min 38 s     |
| 10e | Juliette Labous       | France    | Team DSM                           | + 2 min 46 s     |

### Points UCI
| Position           | 1er | 2e | 3e | 4e | 5e | 6e | 7e | 8e | 9e | 10e | 11e | 12e | 13e à 15e | 16e à 25e |
| Classement général | 125 | 85 | 70 | 60 | 50 | 40 | 35 | 30 | 25 | 20  | 15  | 10  | 5         | 3         |
| Par étape          | 16  | 12 | 8  | 6  | 5  | 4  | 3  | 2  |    |     |     |     |           |           |
| Leader, par étape  | 3   |    |    |    |    |    |    |    |    |     |     |     |           |           |

### Classements annexes
| Classement par points | Classement par points     | Classement par points | Classement par points              | Classement par points |
| Coureuse              | Coureuse                  | Pays                  | Équipe                             | Points                |
| --------------------- | ------------------------- | --------------------- | ---------------------------------- | --------------------- |
| 1re                   | Karlijn Swinkels          | Pays-Bas              | Team Jumbo-Visma                   | 10 pts                |
| 2e                    | Katarzyna Niewiadoma      | Pologne               | Canyon-SRAM Racing                 | 5 pts                 |
| 3e                    | Erica Magnaldi            | Italie                | UAE Team ADQ                       | 5 pts                 |
| 4e                    | Lija Laizāne              | Lettonie              | Eneicat-RBH                        | 5 pts                 |
| 5e                    | Grace Brown               | Australie             | FDJ-Nouvelle Aquitaine-Futuroscope | 3 pts                 |
| 6e                    | Shirin van Anrooij        | Pays-Bas              | Trek-Segafredo                     | 3 pts                 |
| 7e                    | Maria Giulia Confalonieri | Italie                | Ceratizit-WNT Pro Cycling          | 3 pts                 |
| 8e                    | Linda Riedmann            | Allemagne             | Team Jumbo-Visma                   | 3 pts                 |
| 9e                    | Juliette Labous           | France                | Team DSM                           | 1 pt                  |
| 10e                   | Anouska Koster            | Pays-Bas              | Team Jumbo-Visma                   | 1 pt                  |

| Classement par points | Classement par points     | Classement par points | Classement par points              | Classement par points |
| Coureuse              | Coureuse                  | Pays                  | Équipe                             | Points                |
| --------------------- | ------------------------- | --------------------- | ---------------------------------- | --------------------- |
| 1re                   | Karlijn Swinkels          | Pays-Bas              | Team Jumbo-Visma                   | 10 pts                |
| 2e                    | Katarzyna Niewiadoma      | Pologne               | Canyon-SRAM Racing                 | 5 pts                 |
| 3e                    | Erica Magnaldi            | Italie                | UAE Team ADQ                       | 5 pts                 |
| 4e                    | Lija Laizāne              | Lettonie              | Eneicat-RBH                        | 5 pts                 |
| 5e                    | Grace Brown               | Australie             | FDJ-Nouvelle Aquitaine-Futuroscope | 3 pts                 |
| 6e                    | Shirin van Anrooij        | Pays-Bas              | Trek-Segafredo                     | 3 pts                 |
| 7e                    | Maria Giulia Confalonieri | Italie                | Ceratizit-WNT Pro Cycling          | 3 pts                 |
| 8e                    | Linda Riedmann            | Allemagne             | Team Jumbo-Visma                   | 3 pts                 |
| 9e                    | Juliette Labous           | France                | Team DSM                           | 1 pt                  |
| 10e                   | Anouska Koster            | Pays-Bas              | Team Jumbo-Visma                   | 1 pt                  |

| Classement du meilleur jeune | Classement du meilleur jeune | Classement du meilleur jeune | Classement du meilleur jeune       | Classement du meilleur jeune |
| Coureuse                     | Coureuse                     | Pays                         | Équipe                             | Temps                        |
| ---------------------------- | ---------------------------- | ---------------------------- | ---------------------------------- | ---------------------------- |
| 1re                          | Silvia Zanardi               | Italie                       | Bepink                             | 13 h 28 min 08 s             |
| 2e                           | Camilla Alessio              | Italie                       | Ceratizit-WNT Pro Cycling          | + 2 min 28 s                 |
| 3e                           | Shirin van Anrooij           | Pays-Bas                     | Trek-Segafredo                     | + 3 min 49 s                 |
| 4e                           | Marie Le Net                 | France                       | FDJ-Nouvelle Aquitaine-Futuroscope | + 12 min 07 s                |
| 5e                           | Barbara Malcotti             | Italie                       | Human Powered Health               | + 14 min 31 s                |
| 6e                           | Noemi Rüegg                  | Suisse                       | Team Jumbo-Visma                   | + 18 min 44 s                |
| 7e                           | Anne Dorthe Ysland           | Norvège                      | Uno-X Pro Cycling Team             | + 19 min 31 s                |
| 8e                           | Neve Bradbury                | Australie                    | Canyon-SRAM Racing                 | + 21 min 56 s                |
| 9e                           | Wilma Olausson               | Suède                        | Uno-X Pro Cycling Team             | + 22 min 17 s                |
| 10e                          | Marta Jaskulska              | Pologne                      | Liv Racing Xstra                   | + 23 min 58 s                |

| Classement du meilleur jeune | Classement du meilleur jeune | Classement du meilleur jeune | Classement du meilleur jeune       | Classement du meilleur jeune |
| Coureuse                     | Coureuse                     | Pays                         | Équipe                             | Temps                        |
| ---------------------------- | ---------------------------- | ---------------------------- | ---------------------------------- | ---------------------------- |
| 1re                          | Silvia Zanardi               | Italie                       | Bepink                             | 13 h 28 min 08 s             |
| 2e                           | Camilla Alessio              | Italie                       | Ceratizit-WNT Pro Cycling          | + 2 min 28 s                 |
| 3e                           | Shirin van Anrooij           | Pays-Bas                     | Trek-Segafredo                     | + 3 min 49 s                 |
| 4e                           | Marie Le Net                 | France                       | FDJ-Nouvelle Aquitaine-Futuroscope | + 12 min 07 s                |
| 5e                           | Barbara Malcotti             | Italie                       | Human Powered Health               | + 14 min 31 s                |
| 6e                           | Noemi Rüegg                  | Suisse                       | Team Jumbo-Visma                   | + 18 min 44 s                |
| 7e                           | Anne Dorthe Ysland           | Norvège                      | Uno-X Pro Cycling Team             | + 19 min 31 s                |
| 8e                           | Neve Bradbury                | Australie                    | Canyon-SRAM Racing                 | + 21 min 56 s                |
| 9e                           | Wilma Olausson               | Suède                        | Uno-X Pro Cycling Team             | + 22 min 17 s                |
| 10e                          | Marta Jaskulska              | Pologne                      | Liv Racing Xstra                   | + 23 min 58 s                |

| Classement de la montagne | Classement de la montagne | Classement de la montagne | Classement de la montagne          | Classement de la montagne |
| Coureuse                  | Coureuse                  | Pays                      | Équipe                             | Points                    |
| ------------------------- | ------------------------- | ------------------------- | ---------------------------------- | ------------------------- |
| 1re                       | Erica Magnaldi            | Italie                    | UAE Team ADQ                       | 26 pts                    |
| 2e                        | Annemiek van Vleuten      | Pays-Bas                  | Movistar Team                      | 22 pts                    |
| 3e                        | Marta Cavalli             | Italie                    | FDJ-Nouvelle Aquitaine-Futuroscope | 19 pts                    |
| 4e                        | Cecilie Uttrup Ludwig     | Danemark                  | FDJ-Nouvelle Aquitaine-Futuroscope | 13 pts                    |
| 5e                        | Mavi García               | Espagne                   | UAE Team ADQ                       | 11 pts                    |
| 6e                        | Grace Brown               | Australie                 | FDJ-Nouvelle Aquitaine-Futuroscope | 8 pts                     |
| 7e                        | Katarzyna Niewiadoma      | Pologne                   | Canyon-SRAM Racing                 | 6 pts                     |
| 8e                        | Elise Chabbey             | Suisse                    | Canyon-SRAM Racing                 | 5 pts                     |
| 9e                        | Marie Le Net              | France                    | FDJ-Nouvelle Aquitaine-Futuroscope | 4 pts                     |
| 10e                       | Nadine Michaela Gill      | Allemagne                 | Sopela Women's Team                | 3 pts                     |

| Classement de la montagne | Classement de la montagne | Classement de la montagne | Classement de la montagne          | Classement de la montagne |
| Coureuse                  | Coureuse                  | Pays                      | Équipe                             | Points                    |
| ------------------------- | ------------------------- | ------------------------- | ---------------------------------- | ------------------------- |
| 1re                       | Erica Magnaldi            | Italie                    | UAE Team ADQ                       | 26 pts                    |
| 2e                        | Annemiek van Vleuten      | Pays-Bas                  | Movistar Team                      | 22 pts                    |
| 3e                        | Marta Cavalli             | Italie                    | FDJ-Nouvelle Aquitaine-Futuroscope | 19 pts                    |
| 4e                        | Cecilie Uttrup Ludwig     | Danemark                  | FDJ-Nouvelle Aquitaine-Futuroscope | 13 pts                    |
| 5e                        | Mavi García               | Espagne                   | UAE Team ADQ                       | 11 pts                    |
| 6e                        | Grace Brown               | Australie                 | FDJ-Nouvelle Aquitaine-Futuroscope | 8 pts                     |
| 7e                        | Katarzyna Niewiadoma      | Pologne                   | Canyon-SRAM Racing                 | 6 pts                     |
| 8e                        | Elise Chabbey             | Suisse                    | Canyon-SRAM Racing                 | 5 pts                     |
| 9e                        | Marie Le Net              | France                    | FDJ-Nouvelle Aquitaine-Futuroscope | 4 pts                     |
| 10e                       | Nadine Michaela Gill      | Allemagne                 | Sopela Women's Team                | 3 pts                     |

## Évolution des classements
| Étape              |                    | Vainqueur _          | Classement général   | Classement par points | Meilleure grimpeuse | Meilleure jeune | Meilleure équipe _                 |
| ------------------ | ------------------ | -------------------- | -------------------- | --------------------- | ------------------- | --------------- | ---------------------------------- |
| 1re étape          | étape vallonnée    | Elisa Balsamo        | Elisa Balsamo        | Erica Magnaldi        | Erica Magnaldi      | Silvia Zanardi  | Canyon-SRAM Racing                 |
| 2e étape           | étape vallonnée    | Ellen van Dijk       | Soraya Paladin       | Katarzyna Niewiadoma  | Erica Magnaldi      | Silvia Zanardi  | Canyon-SRAM Racing                 |
| 3e étape           | étape de montagne  | Annemiek van Vleuten | Annemiek van Vleuten | Katarzyna Niewiadoma  | Erica Magnaldi      | Silvia Zanardi  | FDJ Nouvelle Aquitaine Futuroscope |
| 4e étape           | étape vallonnée    | Marta Bastianelli    | Annemiek van Vleuten | Karlijn Swinkels      | Erica Magnaldi      | Silvia Zanardi  | FDJ Nouvelle Aquitaine Futuroscope |
| Classements finals | Classements finals |                      | Annemiek van Vleuten | Karlijn Swinkels      | Erica Magnaldi      | Silvia Zanardi  | FDJ Nouvelle Aquitaine Futuroscope |

## Liste des participantes
| Movistar Team MOV | Movistar Team MOV          | Movistar Team MOV |
| ----------------- | -------------------------- | ----------------- |
| Num               | Coureuse                   | Pos               |
| 1                 | Annemiek van Vleuten (NED) | 1re               |
| 2                 | Katrine Aalerud (NOR)      | 13e               |
| 3                 | Alicia González (ESP)      | 85e               |
| 4                 | Sara Martín (ESP)          | 101e              |
| 5                 | Lourdes Oyarbide (ESP)     | 103e              |
| 6                 | Paula Patiño (COL)         | 38e               |
| 7                 | Gloria Rodríguez (ESP)     | 114e              |

| Trek-Segafredo TFS | Trek-Segafredo TFS                 | Trek-Segafredo TFS |
| ------------------ | ---------------------------------- | ------------------ |
| Num                | Coureuse                           | Pos                |
| 11                 | Elynor Bäckstedt (GBR)             | 80e                |
| 12                 | Elisa Balsamo (ITA) (route)        | 66e                |
| 13                 | Elisa Longo Borghini (ITA) (route) | 14e                |
| 14                 | Letizia Paternoster (ITA)          | 105e               |
| 15                 | Shirin van Anrooij (NED)           | 26e                |
| 16                 | Ellen van Dijk (NED) (route)       | 4e                 |
| 17                 | Tayler Wiles (USA)                 | 89e                |

| Team DSM DSM | Team DSM DSM                  | Team DSM DSM |
| ------------ | ----------------------------- | ------------ |
| Num          | Coureuse                      | Pos          |
| 21           | Pfeiffer Georgi (GBR) (route) | 56e          |
| 22           | Charlotte Kool (NED)          | AB-3         |
| 23           | Juliette Labous (FRA)         | 10e          |
| 24           | Liane Lippert (GER)           | NP-1         |
| 25           | Floortje Mackaij (NED)        | 19e          |
| 26           | Lorena Wiebes (NED)           | 86e          |
| 27           | Franziska Koch (GER)          | 57e          |

| UAE Team ADQ UAD | UAE Team ADQ UAD            | UAE Team ADQ UAD |
| ---------------- | --------------------------- | ---------------- |
| Num              | Coureuse                    | Pos              |
| 31               | Mavi García (ESP) (route)   | 9e               |
| 32               | Sofia Bertizzolo (ITA)      | 54e              |
| 33               | Erica Magnaldi (ITA)        | 22e              |
| 34               | Eugenia Bujak (SLO) (route) | 24e              |
| 35               | Maria Novolodskaya (RUS)    | 44e              |
| 36               | Anna Trevisi (ITA)          | AB-3             |
| 37               | Marta Bastianelli (ITA)     | 31e              |

| Canyon-SRAM Racing CSR | Canyon-SRAM Racing CSR     | Canyon-SRAM Racing CSR |
| ---------------------- | -------------------------- | ---------------------- |
| Num                    | Coureuse                   | Pos                    |
| 41                     | Katarzyna Niewiadoma (POL) | 6e                     |
| 42                     | Soraya Paladin (ITA)       | 18e                    |
| 43                     | Pauliena Rooijakkers (NED) | 41e                    |
| 44                     | Sarah Roy (AUS)            | 46e                    |
| 45                     | Alena Amialiusik (BLR)     | 33e                    |
| 46                     | Neve Bradbury (AUS)        | 47e                    |
| 47                     | Elise Chabbey (SUI)        | 7e                     |

| Liv Racing Xstra LIV | Liv Racing Xstra LIV           | Liv Racing Xstra LIV |
| -------------------- | ------------------------------ | -------------------- |
| Num                  | Coureuse                       | Pos                  |
| 52                   | Jeanne Korevaar (NED)          | 55e                  |
| 53                   | Tereza Neumanová (CZE) (route) | 111e                 |
| 54                   | Katia Ragusa (ITA)             | NP-4                 |
| 55                   | Alison Jackson (CAN) (route)   | NP-3                 |
| 56                   | Silke Smulders (NED)           | 65e                  |
| 57                   | Marta Jaskulska (POL)          | 50e                  |

| FDJ-Nouvelle Aquitaine-Futuroscope FSF | FDJ-Nouvelle Aquitaine-Futuroscope FSF | FDJ-Nouvelle Aquitaine-Futuroscope FSF |
| -------------------------------------- | -------------------------------------- | -------------------------------------- |
| Num                                    | Coureuse                               | Pos                                    |
| 61                                     | Cecilie Uttrup Ludwig (DEN)            | 2e                                     |
| 62                                     | Grace Brown (AUS)                      | 5e                                     |
| 63                                     | Marta Cavalli (ITA)                    | 3e                                     |
| 64                                     | Brodie Chapman (AUS)                   | 17e                                    |
| 65                                     | Victorie Guilman (FRA)                 | 23e                                    |
| 66                                     | Marie Le Net (FRA)                     | 32e                                    |

| Team Jumbo-Visma TJV | Team Jumbo-Visma TJV   | Team Jumbo-Visma TJV |
| -------------------- | ---------------------- | -------------------- |
| Num                  | Coureuse               | Pos                  |
| 71                   | Amber Kraak (NED)      | 43e                  |
| 72                   | Anouska Koster (NED)   | 36e                  |
| 73                   | Linda Riedmann (GER)   | 81e                  |
| 74                   | Karlijn Swinkels (NED) | 61e                  |
| 75                   | Noemi Rüegg (SUI)      | 39e                  |
| 76                   | Teuntje Beekhuis (NED) | 82e                  |

| Team BikeExchange-Jayco BEX | Team BikeExchange-Jayco BEX | Team BikeExchange-Jayco BEX |
| --------------------------- | --------------------------- | --------------------------- |
| Num                         | Coureuse                    | Pos                         |
| 81                          | Ane Santesteban (ESP)       | 11e                         |
| 82                          | Ruby Roseman-Gannon (AUS)   | 30e                         |
| 83                          | Alexandra Manly (AUS)       | 20e                         |
| 84                          | Georgia Baker (AUS)         | 37e                         |
| 85                          | Arianna Fidanza (ITA)       | AB-3                        |
| 86                          | Teniel Campbell (TTO)       | 76e                         |
| 87                          | Nina Kessler (NED)          | 78e                         |

| EF Education-TIBCO-SVB TIB | EF Education-TIBCO-SVB TIB    | EF Education-TIBCO-SVB TIB |
| -------------------------- | ----------------------------- | -------------------------- |
| Num                        | Coureuse                      | Pos                        |
| 91                         | Veronica Ewers (USA)          | 12e                        |
| 92                         | Emily Newsom (USA)            | 74e                        |
| 93                         | Lauren Stephens (USA) (route) | AB-3                       |
| 94                         | Kathrin Hammes (GER)          | 72e                        |
| 95                         | Omer Shapira (ISR) (route)    | 27e                        |
| 96                         | Sara Poidevin (CAN)           | 40e                        |
| 97                         | Emma Langley (USA)            | 77e                        |

| Roland Cogeas-Edelweiss Squad CGS | Roland Cogeas-Edelweiss Squad CGS | Roland Cogeas-Edelweiss Squad CGS |
| --------------------------------- | --------------------------------- | --------------------------------- |
| Num                               | Coureuse                          | Pos                               |
| 101                               | Ines Cantera (ESP)                | HD-2                              |
| 102                               | Hannah Buch (GER)                 | 98e                               |
| 103                               | Olga Zabelinskaïa (UZB)           | 52e                               |
| 104                               | Gulnaz Khatuntseva (RUS)          | AB-3                              |
| 105                               | Tamara Dronova (RUS)              | 59e                               |
| 106                               | Aline Seitz (SUI)                 | AB-3                              |
| 107                               | Diana Klimova (RUS)               | HD-2                              |

| Human Powered Health HPW | Human Powered Health HPW | Human Powered Health HPW |
| ------------------------ | ------------------------ | ------------------------ |
| Num                      | Coureuse                 | Pos                      |
| 111                      | Nina Buysman (NED)       | AB-3                     |
| 112                      | Barbara Malcotti (ITA)   | 35e                      |
| 113                      | Marit Raaijmakers (NED)  | 69e                      |
| 114                      | Kaia Schmid (USA)        | 70e                      |
| 115                      | Lily Williams (USA)      | NP-4                     |
| 116                      | Mieke Kröger (GER)       | 115e                     |

| Uno-X Pro Cycling Team UXT | Uno-X Pro Cycling Team UXT | Uno-X Pro Cycling Team UXT |
| -------------------------- | -------------------------- | -------------------------- |
| Num                        | Coureuse                   | Pos                        |
| 121                        | Susanne Andersen (NOR)     | 99e                        |
| 122                        | Hannah Barnes (GBR)        | 88e                        |
| 123                        | Anne Dorthe Ysland (NOR)   | 42e                        |
| 124                        | Joscelin Lowden (GBR)      | AB-3                       |
| 125                        | Amalie Lutro (NOR)         | HD-2                       |
| 126                        | Wilma Olausson (SWE)       | 48e                        |
| 127                        | Hannah Ludwig (GER)        | NP-1                       |

| Valcar-Travel & Service VAL | Valcar-Travel & Service VAL | Valcar-Travel & Service VAL |
| --------------------------- | --------------------------- | --------------------------- |
| Num                         | Coureuse                    | Pos                         |
| 131                         | Olivia Baril (CAN)          | AB-2                        |
| 132                         | Karolina Kumięga (POL)      | 95e                         |
| 133                         | Elena Pirrone (ITA)         | AB-3                        |
| 134                         | Alice Maria Arzuffi (ITA)   | 29e                         |
| 135                         | Federica Piergiovanni (ITA) | 83e                         |
| 136                         | Elizabeth Stannard (AUS)    | 109e                        |
| 137                         | Eleonora Gasparrini (ITA)   | 73e                         |

| Ceratizit-WNT Pro Cycling WNT | Ceratizit-WNT Pro Cycling WNT   | Ceratizit-WNT Pro Cycling WNT |
| ----------------------------- | ------------------------------- | ----------------------------- |
| Num                           | Coureuse                        | Pos                           |
| 141                           | Sandra Alonso (ESP)             | 92e                           |
| 142                           | Camilla Alessio (ITA)           | 21e                           |
| 143                           | Katie Archibald (GBR)           | AB-3                          |
| 144                           | Maria Giulia Confalonieri (ITA) | 71e                           |
| 145                           | Hanna Nilsson (SWE)             | 25e                           |
| 146                           | Lara Vieceli (ITA)              | 110e                          |
| 147                           | Laura Asencio (FRA)             | 84e                           |

| Farto-BTC FAR | Farto-BTC FAR                    | Farto-BTC FAR |
| ------------- | -------------------------------- | ------------- |
| Num           | Coureuse                         | Pos           |
| 151           | Ántri Christofórou (CYP) (route) | AB-3          |
| 152           | Ariadna Gutiérrez (MEX)          | 93e           |
| 153           | Marta Romeu (ESP)                | 104e          |
| 154           | Marie-Soleil Blais (CAN)         | 118e          |
| 155           | Maria Del Pilar Jimenez (ESP)    | AB-3          |
| 156           | Claudia Garcia (ESP)             | HD-2          |

| Bepink BPK | Bepink BPK             | Bepink BPK |
| ---------- | ---------------------- | ---------- |
| Num        | Coureuse               | Pos        |
| 161        | Silvia Zanardi (ITA)   | 8e         |
| 162        | Letizia Brufani (ITA)  | HD-2       |
| 163        | Lara Crestanello (ITA) | 119e       |
| 164        | Marketa Hajkova (CZE)  | 120e       |
| 165        | Nadia Quagliotto (ITA) | 16e        |
| 166        | Matilde Vitillo (ITA)  | 62e        |
| 167        | Prisca Savi (ITA)      | 87e        |

| Eneicat-RBH EIC | Eneicat-RBH EIC               | Eneicat-RBH EIC |
| --------------- | ----------------------------- | --------------- |
| Num             | Coureuse                      | Pos             |
| 171             | Claudia San Justo (ESP)       | HD-2            |
| 172             | Lija Laizāne (LAT)            | 106e            |
| 173             | Paula Soler (ESP)             | NP-1            |
| 174             | Aranza Villalón (CHI) (route) | AB-4            |
| 175             | Josefine Huitfeldt            | AB-3            |
| 176             | Silvia Zúñiga (ESP)           | HD-2            |

| Massi Tactic MAT | Massi Tactic MAT      | Massi Tactic MAT |
| ---------------- | --------------------- | ---------------- |
| Num              | Coureuse              | Pos              |
| 181              | Špela Kern (SLO)      | 28e              |
| 182              | Corinna Lechner (GER) | 113e             |
| 183              | Andrea Ramírez (MEX)  | 49e              |
| 184              | Aurela Nerlo (POL)    | 60e              |
| 185              | Mireia Trias (ESP)    | 67e              |
| 186              | Mireia Benito (ESP)   | 53e              |
| 187              | Nathalie Eklund (SWE) | 64e              |

| Bingoal-Chevalmeire-Van Eyck Sport BCV | Bingoal-Chevalmeire-Van Eyck Sport BCV | Bingoal-Chevalmeire-Van Eyck Sport BCV |
| -------------------------------------- | -------------------------------------- | -------------------------------------- |
| Num                                    | Coureuse                               | Pos                                    |
| 191                                    | Lotte Popelier (BEL)                   | AB-3                                   |
| 192                                    | Naomi de Roeck (BEL)                   | AB-3                                   |
| 193                                    | Julie Hendrickx (BEL)                  | AB-3                                   |
| 194                                    | Olha Kulynych (UKR)                    | 108e                                   |
| 195                                    | Danique Braam (NED)                    | 117e                                   |
| 197                                    | Minke Bakker (NED)                     | HD-2                                   |

| Bizkaia-Durango BDP | Bizkaia-Durango BDP          | Bizkaia-Durango BDP |
| ------------------- | ---------------------------- | ------------------- |
| Num                 | Coureuse                     | Pos                 |
| 201                 | Alba Teruel (ESP)            | 100e                |
| 202                 | Sofía Rodríguez (ESP)        | 116e                |
| 203                 | Eukene Larrarte (ESP)        | 107e                |
| 204                 | Iris Gomez (ESP)             | AB-3                |
| 205                 | Aileen Schweikart (GER)      | 91e                 |
| 206                 | Beatriz Pereira (POR)        | AB-3                |
| 207                 | Irene Mendez Melgarejo (ESP) | AB-4                |

| Sopela Women's Team SWT | Sopela Women's Team SWT    | Sopela Women's Team SWT |
| ----------------------- | -------------------------- | ----------------------- |
| Num                     | Coureuse                   | Pos                     |
| 211                     | Nadine Michaela Gill (GER) | 45e                     |
| 212                     | Claire Steels (GBR)        | 51e                     |
| 213                     | Alice Coutinho (FRA)       | 94e                     |
| 214                     | Agnieta Francke (NED)      | HD-2                    |
| 215                     | Cristina Barrajon (ESP)    | 123e                    |
| 216                     | Naroa Fernandez (ESP)      | AB-1                    |
| 217                     | Lur Florido (ESP)          | AB-1                    |

| Laboral Kutxa-Fundación Euskadi LKF | Laboral Kutxa-Fundación Euskadi LKF | Laboral Kutxa-Fundación Euskadi LKF |
| ----------------------------------- | ----------------------------------- | ----------------------------------- |
| Num                                 | Coureuse                            | Pos                                 |
| 221                                 | Idoia Eraso (ESP)                   | 58e                                 |
| 222                                 | Irantzu Beloki (ESP)                | AB-4                                |
| 223                                 | Usoa Ostolaza (ESP)                 | 79e                                 |
| 224                                 | Mireia Arriazu (ESP)                | AB-1                                |
| 225                                 | Ariana Gilabert (ESP)               | 75e                                 |
| 226                                 | Sandra Gutierrez (ESP)              | 122e                                |
| 227                                 | Elena Cuenca (ESP)                  | HD-2                                |

| Cams Basso CAT | Cams Basso CAT           | Cams Basso CAT |
| -------------- | ------------------------ | -------------- |
| Num            | Coureuse                 | Pos            |
| 231            | Danielle Shrosbree (GBR) | 96e            |
| 232            | Jessica Finney (GBR)     | HD-2           |
| 233            | Megan Barker (GBR)       | 112e           |
| 234            | Becky Storrie (GBR)      | 68e            |
| 235            | Katie Scott (GBR)        | AB-2           |
| 236            | Maddie Leech (GBR)       | 121e           |
| 237            | Hayley Simmonds (GBR)    | AB-3           |

| Cofidis COF | Cofidis COF                   | Cofidis COF |
| ----------- | ----------------------------- | ----------- |
| Num         | Coureuse                      | Pos         |
| 241         | Martina Alzini (ITA)          | 63e         |
| 242         | Valentine Fortin (FRA)        | 90e         |
| 243         | Cédrine Kerbaol (FRA)         | 97e         |
| 244         | Clara Koppenburg (GER)        | 15e         |
| 245         | Sandra Levenez (FRA)          | 34e         |
| 246         | Gabrielle Pilote Fortin (CAN) | 102e        |
| 247         | Olivia Onesti (FRA)           | HD-2        |

| Movistar Team MOV | Movistar Team MOV          | Movistar Team MOV |
| ----------------- | -------------------------- | ----------------- |
| Num               | Coureuse                   | Pos               |
| 1                 | Annemiek van Vleuten (NED) | 1re               |
| 2                 | Katrine Aalerud (NOR)      | 13e               |
| 3                 | Alicia González (ESP)      | 85e               |
| 4                 | Sara Martín (ESP)          | 101e              |
| 5                 | Lourdes Oyarbide (ESP)     | 103e              |
| 6                 | Paula Patiño (COL)         | 38e               |
| 7                 | Gloria Rodríguez (ESP)     | 114e              |

| Trek-Segafredo TFS | Trek-Segafredo TFS                 | Trek-Segafredo TFS |
| ------------------ | ---------------------------------- | ------------------ |
| Num                | Coureuse                           | Pos                |
| 11                 | Elynor Bäckstedt (GBR)             | 80e                |
| 12                 | Elisa Balsamo (ITA) (route)        | 66e                |
| 13                 | Elisa Longo Borghini (ITA) (route) | 14e                |
| 14                 | Letizia Paternoster (ITA)          | 105e               |
| 15                 | Shirin van Anrooij (NED)           | 26e                |
| 16                 | Ellen van Dijk (NED) (route)       | 4e                 |
| 17                 | Tayler Wiles (USA)                 | 89e                |

| Team DSM DSM | Team DSM DSM                  | Team DSM DSM |
| ------------ | ----------------------------- | ------------ |
| Num          | Coureuse                      | Pos          |
| 21           | Pfeiffer Georgi (GBR) (route) | 56e          |
| 22           | Charlotte Kool (NED)          | AB-3         |
| 23           | Juliette Labous (FRA)         | 10e          |
| 24           | Liane Lippert (GER)           | NP-1         |
| 25           | Floortje Mackaij (NED)        | 19e          |
| 26           | Lorena Wiebes (NED)           | 86e          |
| 27           | Franziska Koch (GER)          | 57e          |

| UAE Team ADQ UAD | UAE Team ADQ UAD            | UAE Team ADQ UAD |
| ---------------- | --------------------------- | ---------------- |
| Num              | Coureuse                    | Pos              |
| 31               | Mavi García (ESP) (route)   | 9e               |
| 32               | Sofia Bertizzolo (ITA)      | 54e              |
| 33               | Erica Magnaldi (ITA)        | 22e              |
| 34               | Eugenia Bujak (SLO) (route) | 24e              |
| 35               | Maria Novolodskaya (RUS)    | 44e              |
| 36               | Anna Trevisi (ITA)          | AB-3             |
| 37               | Marta Bastianelli (ITA)     | 31e              |

| Canyon-SRAM Racing CSR | Canyon-SRAM Racing CSR     | Canyon-SRAM Racing CSR |
| ---------------------- | -------------------------- | ---------------------- |
| Num                    | Coureuse                   | Pos                    |
| 41                     | Katarzyna Niewiadoma (POL) | 6e                     |
| 42                     | Soraya Paladin (ITA)       | 18e                    |
| 43                     | Pauliena Rooijakkers (NED) | 41e                    |
| 44                     | Sarah Roy (AUS)            | 46e                    |
| 45                     | Alena Amialiusik (BLR)     | 33e                    |
| 46                     | Neve Bradbury (AUS)        | 47e                    |
| 47                     | Elise Chabbey (SUI)        | 7e                     |

| Liv Racing Xstra LIV | Liv Racing Xstra LIV           | Liv Racing Xstra LIV |
| -------------------- | ------------------------------ | -------------------- |
| Num                  | Coureuse                       | Pos                  |
| 52                   | Jeanne Korevaar (NED)          | 55e                  |
| 53                   | Tereza Neumanová (CZE) (route) | 111e                 |
| 54                   | Katia Ragusa (ITA)             | NP-4                 |
| 55                   | Alison Jackson (CAN) (route)   | NP-3                 |
| 56                   | Silke Smulders (NED)           | 65e                  |
| 57                   | Marta Jaskulska (POL)          | 50e                  |

| FDJ-Nouvelle Aquitaine-Futuroscope FSF | FDJ-Nouvelle Aquitaine-Futuroscope FSF | FDJ-Nouvelle Aquitaine-Futuroscope FSF |
| -------------------------------------- | -------------------------------------- | -------------------------------------- |
| Num                                    | Coureuse                               | Pos                                    |
| 61                                     | Cecilie Uttrup Ludwig (DEN)            | 2e                                     |
| 62                                     | Grace Brown (AUS)                      | 5e                                     |
| 63                                     | Marta Cavalli (ITA)                    | 3e                                     |
| 64                                     | Brodie Chapman (AUS)                   | 17e                                    |
| 65                                     | Victorie Guilman (FRA)                 | 23e                                    |
| 66                                     | Marie Le Net (FRA)                     | 32e                                    |

| Team Jumbo-Visma TJV | Team Jumbo-Visma TJV   | Team Jumbo-Visma TJV |
| -------------------- | ---------------------- | -------------------- |
| Num                  | Coureuse               | Pos                  |
| 71                   | Amber Kraak (NED)      | 43e                  |
| 72                   | Anouska Koster (NED)   | 36e                  |
| 73                   | Linda Riedmann (GER)   | 81e                  |
| 74                   | Karlijn Swinkels (NED) | 61e                  |
| 75                   | Noemi Rüegg (SUI)      | 39e                  |
| 76                   | Teuntje Beekhuis (NED) | 82e                  |

| Team BikeExchange-Jayco BEX | Team BikeExchange-Jayco BEX | Team BikeExchange-Jayco BEX |
| --------------------------- | --------------------------- | --------------------------- |
| Num                         | Coureuse                    | Pos                         |
| 81                          | Ane Santesteban (ESP)       | 11e                         |
| 82                          | Ruby Roseman-Gannon (AUS)   | 30e                         |
| 83                          | Alexandra Manly (AUS)       | 20e                         |
| 84                          | Georgia Baker (AUS)         | 37e                         |
| 85                          | Arianna Fidanza (ITA)       | AB-3                        |
| 86                          | Teniel Campbell (TTO)       | 76e                         |
| 87                          | Nina Kessler (NED)          | 78e                         |

| EF Education-TIBCO-SVB TIB | EF Education-TIBCO-SVB TIB    | EF Education-TIBCO-SVB TIB |
| -------------------------- | ----------------------------- | -------------------------- |
| Num                        | Coureuse                      | Pos                        |
| 91                         | Veronica Ewers (USA)          | 12e                        |
| 92                         | Emily Newsom (USA)            | 74e                        |
| 93                         | Lauren Stephens (USA) (route) | AB-3                       |
| 94                         | Kathrin Hammes (GER)          | 72e                        |
| 95                         | Omer Shapira (ISR) (route)    | 27e                        |
| 96                         | Sara Poidevin (CAN)           | 40e                        |
| 97                         | Emma Langley (USA)            | 77e                        |

| Roland Cogeas-Edelweiss Squad CGS | Roland Cogeas-Edelweiss Squad CGS | Roland Cogeas-Edelweiss Squad CGS |
| --------------------------------- | --------------------------------- | --------------------------------- |
| Num                               | Coureuse                          | Pos                               |
| 101                               | Ines Cantera (ESP)                | HD-2                              |
| 102                               | Hannah Buch (GER)                 | 98e                               |
| 103                               | Olga Zabelinskaïa (UZB)           | 52e                               |
| 104                               | Gulnaz Khatuntseva (RUS)          | AB-3                              |
| 105                               | Tamara Dronova (RUS)              | 59e                               |
| 106                               | Aline Seitz (SUI)                 | AB-3                              |
| 107                               | Diana Klimova (RUS)               | HD-2                              |

| Human Powered Health HPW | Human Powered Health HPW | Human Powered Health HPW |
| ------------------------ | ------------------------ | ------------------------ |
| Num                      | Coureuse                 | Pos                      |
| 111                      | Nina Buysman (NED)       | AB-3                     |
| 112                      | Barbara Malcotti (ITA)   | 35e                      |
| 113                      | Marit Raaijmakers (NED)  | 69e                      |
| 114                      | Kaia Schmid (USA)        | 70e                      |
| 115                      | Lily Williams (USA)      | NP-4                     |
| 116                      | Mieke Kröger (GER)       | 115e                     |

| Uno-X Pro Cycling Team UXT | Uno-X Pro Cycling Team UXT | Uno-X Pro Cycling Team UXT |
| -------------------------- | -------------------------- | -------------------------- |
| Num                        | Coureuse                   | Pos                        |
| 121                        | Susanne Andersen (NOR)     | 99e                        |
| 122                        | Hannah Barnes (GBR)        | 88e                        |
| 123                        | Anne Dorthe Ysland (NOR)   | 42e                        |
| 124                        | Joscelin Lowden (GBR)      | AB-3                       |
| 125                        | Amalie Lutro (NOR)         | HD-2                       |
| 126                        | Wilma Olausson (SWE)       | 48e                        |
| 127                        | Hannah Ludwig (GER)        | NP-1                       |

| Valcar-Travel & Service VAL | Valcar-Travel & Service VAL | Valcar-Travel & Service VAL |
| --------------------------- | --------------------------- | --------------------------- |
| Num                         | Coureuse                    | Pos                         |
| 131                         | Olivia Baril (CAN)          | AB-2                        |
| 132                         | Karolina Kumięga (POL)      | 95e                         |
| 133                         | Elena Pirrone (ITA)         | AB-3                        |
| 134                         | Alice Maria Arzuffi (ITA)   | 29e                         |
| 135                         | Federica Piergiovanni (ITA) | 83e                         |
| 136                         | Elizabeth Stannard (AUS)    | 109e                        |
| 137                         | Eleonora Gasparrini (ITA)   | 73e                         |

| Ceratizit-WNT Pro Cycling WNT | Ceratizit-WNT Pro Cycling WNT   | Ceratizit-WNT Pro Cycling WNT |
| ----------------------------- | ------------------------------- | ----------------------------- |
| Num                           | Coureuse                        | Pos                           |
| 141                           | Sandra Alonso (ESP)             | 92e                           |
| 142                           | Camilla Alessio (ITA)           | 21e                           |
| 143                           | Katie Archibald (GBR)           | AB-3                          |
| 144                           | Maria Giulia Confalonieri (ITA) | 71e                           |
| 145                           | Hanna Nilsson (SWE)             | 25e                           |
| 146                           | Lara Vieceli (ITA)              | 110e                          |
| 147                           | Laura Asencio (FRA)             | 84e                           |

| Farto-BTC FAR | Farto-BTC FAR                    | Farto-BTC FAR |
| ------------- | -------------------------------- | ------------- |
| Num           | Coureuse                         | Pos           |
| 151           | Ántri Christofórou (CYP) (route) | AB-3          |
| 152           | Ariadna Gutiérrez (MEX)          | 93e           |
| 153           | Marta Romeu (ESP)                | 104e          |
| 154           | Marie-Soleil Blais (CAN)         | 118e          |
| 155           | Maria Del Pilar Jimenez (ESP)    | AB-3          |
| 156           | Claudia Garcia (ESP)             | HD-2          |

| Bepink BPK | Bepink BPK             | Bepink BPK |
| ---------- | ---------------------- | ---------- |
| Num        | Coureuse               | Pos        |
| 161        | Silvia Zanardi (ITA)   | 8e         |
| 162        | Letizia Brufani (ITA)  | HD-2       |
| 163        | Lara Crestanello (ITA) | 119e       |
| 164        | Marketa Hajkova (CZE)  | 120e       |
| 165        | Nadia Quagliotto (ITA) | 16e        |
| 166        | Matilde Vitillo (ITA)  | 62e        |
| 167        | Prisca Savi (ITA)      | 87e        |

| Eneicat-RBH EIC | Eneicat-RBH EIC               | Eneicat-RBH EIC |
| --------------- | ----------------------------- | --------------- |
| Num             | Coureuse                      | Pos             |
| 171             | Claudia San Justo (ESP)       | HD-2            |
| 172             | Lija Laizāne (LAT)            | 106e            |
| 173             | Paula Soler (ESP)             | NP-1            |
| 174             | Aranza Villalón (CHI) (route) | AB-4            |
| 175             | Josefine Huitfeldt            | AB-3            |
| 176             | Silvia Zúñiga (ESP)           | HD-2            |

| Massi Tactic MAT | Massi Tactic MAT      | Massi Tactic MAT |
| ---------------- | --------------------- | ---------------- |
| Num              | Coureuse              | Pos              |
| 181              | Špela Kern (SLO)      | 28e              |
| 182              | Corinna Lechner (GER) | 113e             |
| 183              | Andrea Ramírez (MEX)  | 49e              |
| 184              | Aurela Nerlo (POL)    | 60e              |
| 185              | Mireia Trias (ESP)    | 67e              |
| 186              | Mireia Benito (ESP)   | 53e              |
| 187              | Nathalie Eklund (SWE) | 64e              |

| Bingoal-Chevalmeire-Van Eyck Sport BCV | Bingoal-Chevalmeire-Van Eyck Sport BCV | Bingoal-Chevalmeire-Van Eyck Sport BCV |
| -------------------------------------- | -------------------------------------- | -------------------------------------- |
| Num                                    | Coureuse                               | Pos                                    |
| 191                                    | Lotte Popelier (BEL)                   | AB-3                                   |
| 192                                    | Naomi de Roeck (BEL)                   | AB-3                                   |
| 193                                    | Julie Hendrickx (BEL)                  | AB-3                                   |
| 194                                    | Olha Kulynych (UKR)                    | 108e                                   |
| 195                                    | Danique Braam (NED)                    | 117e                                   |
| 197                                    | Minke Bakker (NED)                     | HD-2                                   |

| Bizkaia-Durango BDP | Bizkaia-Durango BDP          | Bizkaia-Durango BDP |
| ------------------- | ---------------------------- | ------------------- |
| Num                 | Coureuse                     | Pos                 |
| 201                 | Alba Teruel (ESP)            | 100e                |
| 202                 | Sofía Rodríguez (ESP)        | 116e                |
| 203                 | Eukene Larrarte (ESP)        | 107e                |
| 204                 | Iris Gomez (ESP)             | AB-3                |
| 205                 | Aileen Schweikart (GER)      | 91e                 |
| 206                 | Beatriz Pereira (POR)        | AB-3                |
| 207                 | Irene Mendez Melgarejo (ESP) | AB-4                |

| Sopela Women's Team SWT | Sopela Women's Team SWT    | Sopela Women's Team SWT |
| ----------------------- | -------------------------- | ----------------------- |
| Num                     | Coureuse                   | Pos                     |
| 211                     | Nadine Michaela Gill (GER) | 45e                     |
| 212                     | Claire Steels (GBR)        | 51e                     |
| 213                     | Alice Coutinho (FRA)       | 94e                     |
| 214                     | Agnieta Francke (NED)      | HD-2                    |
| 215                     | Cristina Barrajon (ESP)    | 123e                    |
| 216                     | Naroa Fernandez (ESP)      | AB-1                    |
| 217                     | Lur Florido (ESP)          | AB-1                    |

| Laboral Kutxa-Fundación Euskadi LKF | Laboral Kutxa-Fundación Euskadi LKF | Laboral Kutxa-Fundación Euskadi LKF |
| ----------------------------------- | ----------------------------------- | ----------------------------------- |
| Num                                 | Coureuse                            | Pos                                 |
| 221                                 | Idoia Eraso (ESP)                   | 58e                                 |
| 222                                 | Irantzu Beloki (ESP)                | AB-4                                |
| 223                                 | Usoa Ostolaza (ESP)                 | 79e                                 |
| 224                                 | Mireia Arriazu (ESP)                | AB-1                                |
| 225                                 | Ariana Gilabert (ESP)               | 75e                                 |
| 226                                 | Sandra Gutierrez (ESP)              | 122e                                |
| 227                                 | Elena Cuenca (ESP)                  | HD-2                                |

| Cams Basso CAT | Cams Basso CAT           | Cams Basso CAT |
| -------------- | ------------------------ | -------------- |
| Num            | Coureuse                 | Pos            |
| 231            | Danielle Shrosbree (GBR) | 96e            |
| 232            | Jessica Finney (GBR)     | HD-2           |
| 233            | Megan Barker (GBR)       | 112e           |
| 234            | Becky Storrie (GBR)      | 68e            |
| 235            | Katie Scott (GBR)        | AB-2           |
| 236            | Maddie Leech (GBR)       | 121e           |
| 237            | Hayley Simmonds (GBR)    | AB-3           |

| Cofidis COF | Cofidis COF                   | Cofidis COF |
| ----------- | ----------------------------- | ----------- |
| Num         | Coureuse                      | Pos         |
| 241         | Martina Alzini (ITA)          | 63e         |
| 242         | Valentine Fortin (FRA)        | 90e         |
| 243         | Cédrine Kerbaol (FRA)         | 97e         |
| 244         | Clara Koppenburg (GER)        | 15e         |
| 245         | Sandra Levenez (FRA)          | 34e         |
| 246         | Gabrielle Pilote Fortin (CAN) | 102e        |
| 247         | Olivia Onesti (FRA)           | HD-2        |